# Halleneuropameisterschaften im Bogenschießen 2000
Die 7. Halleneuropameisterschaften im Bogenschießen wurden vom 1. bis 5. März 2000 im polnischen Spała ausgetragen.

## Ergebnisse

### Recurvebogen
| Disziplin         | Gold                                                    | Silber                                                       | Bronze                                                                   |
| ----------------- | ------------------------------------------------------- | ------------------------------------------------------------ | ------------------------------------------------------------------------ |
| Männer Einzel     | Hasan Orbay                                             | Wietse van Alten                                             | Michele Frangilli                                                        |
| Frauen Einzel     | Natalia Nasaridze                                       | Kateryna Palecha                                             | Aurore Trayan                                                            |
| Männer Mannschaft | Italien Michele Frangilli Matteo Bisiani Andrea Parenti | Deutschland Christian Stubbe Michael Frankenberg Erich Kloos | Türkei Hasan Orbay Okyay Küçükkayalar Özdemir Akbal                      |
| Frauen Mannschaft | Polen Anna Łęcka Barbara Węgrzynowska Agata Bulwa       | Frankreich Alexandra Fouace Aurore Trayan Céline Mignon      | Russland Nadeschda Badmasirenowa Magarita Galinowskaja Jelena Gratschewa |

### Compoundbogen
| Disziplin         | Gold                                                          | Silber                                              | Bronze                                            |
| ----------------- | ------------------------------------------------------------- | --------------------------------------------------- | ------------------------------------------------- |
| Männer Einzel     | Jean-Marc Beaud                                               | Jonathan Mynott                                     | Niels Baldur                                      |
| Frauen Einzel     | Catherine Pellen                                              | Valérie Fabre                                       | Maryann Richardson                                |
| Männer Mannschaft | Großbritannien Michael Peart Simon Tarplee Jonathan Mynott    | Schweiz Simon Frankhauser David Lopez Boris Fornera | Dänemark Niels Baldur Per Knudsen Tom Henriksen   |
| Frauen Mannschaft | Frankreich Catherine Pellen Valérie Fabre Sandrine Vandionant | Dänemark Lene Ahrenfeldt Louise Hauge Camilla Sømod | Schweiz Rita Riedo Sylviane Lambelet Karin Probst |

## Medaillenspiegel
| Platz  | Land           | Gold | Silber | Bronze | Gesamt |
| ------ | -------------- | ---- | ------ | ------ | ------ |
| 1      | Frankreich     | 3    | 2      | 1      | 6      |
| 2      | Türkei         | 2    | –      | 1      | 3      |
| 3      | Großbritannien | 1    | 1      | 1      | 3      |
| 4      | Italien        | 1    | –      | 1      | 2      |
| 5      | Polen          | 1    | –      | –      | 1      |
| 6      | Dänemark       | –    | 1      | 2      | 3      |
| 7      | Schweiz        | –    | 1      | 1      | 2      |
| 8      | Deutschland    | –    | 1      | –      | 1      |
| 8      | Niederlande    | –    | 1      | –      | 1      |
| 8      | Ukraine        | –    | 1      | –      | 1      |
| 11     | Russland       | –    | –      | 1      | 1      |
| Gesamt | Gesamt         | 8    | 8      | 8      | 24     |